# Borolia perspecta
Borolia perspecta là một loài bướm đêm trong họ Noctuidae.